# 무니르 모하메디
무니르 모한드 모하메디 엘 카주이(아랍어: منير مهند محمدي, 1989년 5월 10일 ~ )는 무니르(Munir)라는 이름으로도 불리는 모로코의 축구 선수로, 현재 모로코 보톨라의 RS 베르칸과 모로코 축구 국가대표팀에서 골키퍼로 뛰고 있다.

## 클럽 경력
멜리야(Melilla)에서 태어난 무니르는 CG 고유류(CG Goyu Ryu)와 AD 세우타(AD Ceuta)에서 청소년 축구를 하였으며, 이후 지역 리그에서 데뷔하였다. 2009년 1월 29일, 그는 또 다른 예비 팀인 UD 알메리아 B(UD Almería B)로 이적하였으나 잘 출전하지 못하고 이후 해지되었다.
무니르는 2009년 여름 UD 멜리야(UD Melilla)로 합류하였으며, 처음에는 예비 팀에 배치되었으며 다음 해에 세군다 디비시온 B(Segunda División B)의 주 팀으로 확정되었다. 처음 두 시즌 동안 그는 대부분 페드로 도론소로의 대역으로 활약하다가 이후 스타팅 포지션을 확보하였다.
2014년 6월 17일, 무니르는 CD 누만시아(CD Numancia)와 2년 계약을 체결하였다. 9월 10일, 그는 프로 데뷔전인 코파 델 레이 2회전에서 CD 레가네스와의 원정 경기에서 선발 출장하며, 경기는 1-1 무승부로 끝나고 결승전에서 두 개의 페널티킥을 막으며 승리를 이끌었다.
무니르는 2014년 10월 19일 UD 라스팔마스와의 경기에서 제2 디비전 데뷔를 하였다. 경기는 2-0으로 패배하였다. 2014-2015 시즌 나머지 기간 동안에는 주전으로 활약하며 비엘 리바스(Biel Ribas)를 앞지르게 되었다.
2017-2018 시즌에는 주전 자리를 아이토르 페르난데스에게 빼앗기면서 CD 누만시아를 떠났다. 2018년 7월 19일, 그는 2부 리그인 말라가 CF(Málaga CF)로 이적하였다.
2020년부터 2022년까지는 터키의 슈퍼 리그에 속한 Hatayspor에서 뛰었다. 2022년 6월 10일, 그는 사우디 아라비아의 알 웨다 FC(Al Wehda FC)와 두 년 계약을 맺었다.